# 美國主義
美国主义（英語：Americanism），又称美国爱国主义（American patriotism），是一套旨在为美国塑造共同国家认同的国家价值体系，可被定义为：“对国家在世界中正当地位的表达、一套传统、一种政治语言，以及一种带有政治意义的文化风格。”根据美国退伍军人组织美国军团的说法，美国主义是一种意识形态，即对美国的忠诚、奉献或效忠的信念，或是对其国旗、传统、习俗、文化、象征、制度或政府形式的尊重。正如西奥多·罗斯福所言：“美国主义关乎精神、信念和目标，而非信仰或出生地。”
美国主义不仅仅是民族主义，它有两个不同的含义：一是美国的本质特征，二是对美国的忠诚以及对美国政治理念的捍卫。这些理念包括但不限于：独立、法律面前人人平等、言论自由、民主和进步。